# 八声甘州
八声甘州，词牌名。亦称《甘州》、《潇潇雨》、《宴瑶池》。此调取自唐教坊大曲《甘州》中的一段，全词上下闕共八韵，故称八声甘州。
雙調九十七字，上下阕各九句，四平韵。

## 異名
周密詞名《甘州》；張炎詞因柳詞有「對瀟瀟暮雨灑江天」句，更名《瀟瀟雨》；白樸詞，名《宴瑤池》。

## 词牌格式
註：
平表示平聲，
仄表示仄聲，
仄表示本仄可平，
平表示本平可仄，粗體表示韻腳。

### 正體
雙調九十七字，上下阕各九句，四平韵，一韵到底。首句第一字可不“领格字”，但首句第一字必须呈单字节奏；首句亦可用韵。

仄平平仄仄仄平平，平平仄平平。仄平平仄仄，平平仄仄，仄仄平平。仄仄平平仄仄，仄仄仄平平。仄仄平平仄，仄仄平平。
仄仄平平仄仄，仄平平平仄，平仄平平。仄平平平仄，平仄仄平平。仄平平、仄平平仄，仄仄平、平仄仄平平。平平仄、仄平平仄，仄仄平平。

例词：
- 柳永

對瀟瀟暮雨灑江天，一番洗清秋。漸霜風淒緊，關河冷落，殘照當樓。是處紅衰翠減，苒苒物華休。惟有長江水，無語東流。
不忍登高臨遠，望故鄉渺渺，歸思難收。歎年來蹤跡，何事苦淹留？想佳人、妝樓長望，誤幾回、天際識歸舟。爭知我、倚欄杆處，正恁凝愁！